# 3506 French
3506 French è un asteroide della fascia principale. Scoperto nel 1984, presenta un'orbita caratterizzata da un semiasse maggiore pari a 2,9990860 UA e da un'eccentricità di 0,0934006, inclinata di 9,06564° rispetto all'eclittica.